# Liste der Monuments historiques in Hésingue
Die Liste der Monuments historiques in Hésingue führt die Monuments historiques in der französischen Gemeinde Hésingue auf.

## Liste der Objekte
| Bezeichnung                                                          | Beschreibung                                                                           | Standort                        | Kennzeichnung | Schutzstatus | Datum | Bild |
| -------------------------------------------------------------------- | -------------------------------------------------------------------------------------- | ------------------------------- | ------------- | ------------ | ----- | ---- |
| Skulptur Heiliger Sebastian                                          | Holz, farbig gefasst und vergoldet, vermutlich aus dem 19. Jahrhundert                 | in der Kirche St-Laurent (Lage) | PM68001070    | Inscrit      | 1998  |      |
| Gemälde Heiliger Laurentius, heiliger Stephan und die Dreifaltigkeit | Ölfarbe auf Leinwand, 18. Jahrhundert                                                  | in der Kirche St-Laurent (Lage) | PM68001072    | Inscrit      | 1998  |      |
| Skulptur Heiliger Christophorus                                      | Eichenholz, farbig gefasst und vergoldet, 18. Jahrhundert                              | in der Kirche St-Laurent (Lage) | PM68000521    | Inscrit      | 1998  |      |
| Gemälde Heiliger Arbogast und heiliger Sebastian                     | Ölfarbe auf Leinwand, 18. Jahrhundert                                                  | in der Kirche St-Laurent (Lage) | PM68000524    | Inscrit      | 1998  |      |
| Skulptur Heiliger Joseph                                             | Eichenholz, farbig gefasst und vergoldet, 18. Jahrhundert                              | in der Kirche St-Laurent (Lage) | PM68000520    | Inscrit      | 1998  |      |
| Kruzifix                                                             | Holz, farbig gefasst und vergoldet, 18. Jahrhundert                                    | in der Kirche St-Laurent (Lage) | PM68001071    | Inscrit      | 1998  |      |
| Hauptaltar                                                           | Retabel und drei Skulpturen; Eichenholz, farbig gefasst und vergoldet, 19. Jahrhundert | in der Kirche St-Laurent (Lage) | PM68001073    | Inscrit      | 1998  |      |